# IC 2254
IC 2254 је спирална галаксија у сазвјежђу Рак која се налази на листи објеката дубоког неба у Индекс каталогу.
Деклинација објекта је + 24° 46' 49" а ректасцензија 8h 16m 45,5s. Привидна величина (магнитуда) објекта IC 2254 износи 14,4 а фотографска магнитуда 15,2. IC 2254 је још познат и под ознакама CGCG 119-25, PGC 23206.